# Jonas Winner
Jonas Winner (* 1966 in Berlin) ist ein deutscher Journalist, Drehbuchautor und Schriftsteller.
Winner wuchs in Berlin und Rom auf. Nach einem halbjährigen Aufenthalt in den USA nahm er in Berlin ein Studium der Philosophie auf und schloss es 1993 nach einem weiteren Auslandsaufenthalt in Paris ab. Winner begann, für das Fernsehen zu arbeiten; er war unter anderem als Reporter und Redakteur in der Kulturredaktion des ZDF tätig. 1996 wurde er in Philosophie mit einer Dissertation über die Spieltheorie promoviert. Er kehrte anschließend zum Fernsehen zurück, drehte Dokumentationen und Reportagen für die öffentlich-rechtlichen Rundfunkanstalten und gründete mit drei Freunden das Label plotpower für die Entwicklung von Stoffen und Drehbüchern.
Neben seiner Tätigkeit als Reporter begann Jonas Winner im Jahr 2000 Drehbücher für Thriller und Krimis zu schreiben, die unter anderem vom ZDF, der ARD und Sat.1 ausgestrahlt wurden. 2011 erschien mit dem Psychothriller Davids letzter Film sein erstes Buch. Seine siebenteilige Thriller-Reihe Berlin Gothic erschien ab 2011 zuerst in seinem eigenen Verlag Berlin Gothic Media als E-Book, bevor sie 2013 in gedruckter Form veröffentlicht wurde.
Winner lebt in Berlin.

## Kritik
Zum Roman Gedankenexperiment schrieb Norbert Kühne: „Winner ist mit diesem Buch ein bewundernswerter Roman gelungen. Vielleicht aber ist diese Mischung aus Realität und (philosophie)wissenschaftlicher Weltsicht doch ein wenig gewagt, was dem Ganzen (vermutlich) ungewollt – einen Hauch von Science-Fiction gibt.“

## Werke
- Davids letzter Film. dtv, München 2011, ISBN 978-3-423-21260-1.
- Berlin Gothic. Berlin Gothic Media, Berlin 2011/2012.
  - als Printversion: Berlin Gothic. Knaur, München 2013, ISBN 978-3-426-51390-3.
- Der Architekt. Knaur, München 2012, ISBN 978-3-426-51275-3.
- Das Gedankenexperiment. Knaur, München 2014, ISBN 978-3-426-28105-5.
- Die Zelle. Knaur, München 2016, ISBN 978-3-426-51276-0.
- Murder Park. Heyne Verlag, München 2017, ISBN 978-3-453-42176-9.
- Die Party. Wer Glück hat, stirbt als Erster. Heyne Verlag, München 2018, ISBN 978-3-453-43918-4.

## Filmografie (Auswahl)
- 2002: Rotlicht – Die Stunde des Jägers
- 2003, 2005: SOKO Köln (Fernsehserie, 2 Folgen)
- 2007, 2010: Deadline – Jede Sekunde zählt (Fernsehserie, 2 Folgen)
- 2008: Die Anwälte (Fernsehserie, 1 Folge)
- 2010: Unter anderen Umständen – Tod im Kloster
- 2013: SOKO – Der Prozess (1 Folge des Fünfteilers)